# Штучний мед
Мед штучний — продукт сиропоподібної консистенції виготовлений інверсією цукру. Являє собою сироп інвертного цукру. Для його виготовлення цукор піддають гідролізу харчовими кислотами, а в одержаний сироп вводять ароматичні речовини медову есенцію, іноді додають до 10% натурального меду. В ньому міститься до 30% цукрози, приблизно 47% інвертного цукру, зольності до 0,4%; кислотність нижча, ніж в натуральному меді. Вологість штучного меду до 22%.
Продукт не має ферментів, вітамінів і квіткового пилку.